# سانگو، نارا
سانگو، نارا (به لاتین: Sangō, Nara) یک منطقهٔ مسکونی در ژاپن است که در استان نارا واقع شده‌است. سانگو ۲۳٬۴۵۵ نفر جمعیت دارد.